# Coenonympha altera
Coenonympha altera är en fjärilsart som beskrevs av Ruggero Verity 1916. Coenonympha altera ingår i släktet Coenonympha och familjen praktfjärilar. Inga underarter finns listade i Catalogue of Life.